# ERS-407
A RS-407 é uma rodovia brasileira do estado do Rio Grande do Sul.
A estrada liga o município de Maquiné ao distrito de Capão da Canoa. É uma rota alternativa para quem deseja chegar ao litoral norte vindo pela BR-101 sem utilizar a Estrada do Mar.

## A rodovia em trechos
| Início do trecho especificado        | Fim do trecho especificado          | Trecho em Km | Geral em Km | Situação                            |
| ------------------------------------ | ----------------------------------- | ------------ | ----------- | ----------------------------------- |
| Entroncamento com BR-101, Morro Alto | Entroncamento com RS-389, Xangri-Lá | 12 km        | 12 km       | Trecho pavimentado de pista simples |
| Entroncamento com RS-389, Xangri-Lá  | Capão da Canoa                      | 3,74 km      | 15,74 km    | Trecho pavimentado de pista simples |